# Nacionalismo literario estadounidense

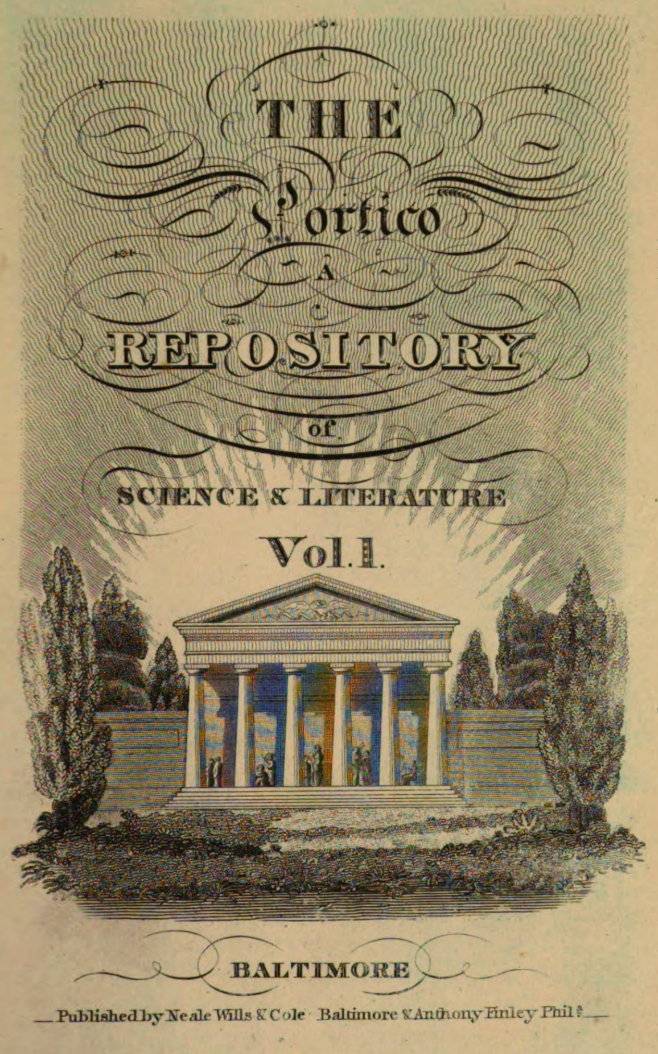
La revista Portico, una de las primeras herramientas de los críticos literarios nacionalistas

El nacionalismo literario estadounidense fue un movimiento literario en los Estados Unidos entre principios y mediados del siglo XIX, que consistió en autores estadounidenses que trabajaron para el desarrollo de una literatura estadounidense distinta. Figuras literarias como Henry Wadsworth Longfellow, William Cullen Bryant y William Ellery Channing abogaron por la creación de una forma de literatura definitivamente estadounidense con énfasis "en los valores espirituales y la utilidad social". Longfellow escribió que "cuando decimos que la literatura de un país es nacional, queremos decir que lleva el sello del carácter nacional". Muchos autores de la época también abogaron por vincular la literatura a la religión.          Estas demandas también se expresaron en un contraste percibido entre el autor inglés como un "escritor aficionado acomodado... que escribe en su tiempo libre para diversión personal" y el estadounidense como un "autor profesional, que escribe por necesidad económica". 
La retórica predominante de los nacionalistas literarios de principios de la posguerra de 1812 propugnaba un tratamiento más amplio de los personajes, escenarios y acontecimientos estadounidenses, pero expresado con una moralidad y un estilo que coincidían con las convenciones británicas. El crítico y autor John Neal fue único en este período inicial por exigir y experimentar con la dicción natural y el coloquialismo estadounidense "poco gentil y a veces francamente profano".  La retórica temprana predominante está ejemplificada por James Fenimore Cooper, quien en 1828 afirmó que "la literatura de Inglaterra y la de América deben modelarse según los mismos modelos".  Un precursor de las voces estadounidenses posteriores, Neal expresó el mismo año en el "Prefacio inédito" a Rachel Dyer que "para tener éxito... [el escritor estadounidense] no debe parecerse a nadie... [él] debe ser diferente a todo eso "He ido antes que [él]" y emito "otra Declaración de Independencia, en la gran República de las Letras ". 
La revista Portico dirigida por Stephen Simpson y Tobias Watkins jugó un papel importante en la promoción de la crítica nacionalista literaria de Neal y otros durante sus dos años de publicación (1816-1818).  La United States Magazine and Democratic Review de John L. O'Sullivan fue una revista de gran éxito en la década de 1830 que publicó a muchos autores estadounidenses. O'Sullivan escribió en el primer número de la revista que "no tenemos literatura nacional [...] el principio vital de una literatura nacional estadounidense debe ser la democracia". Continuó diciendo que "la voz de Estados Unidos podría producir un efecto poderoso y beneficioso en el desarrollo de la verdad". En 1847 se fundó El Mundo Literario . Dedicada a reseñar obras estadounidenses, pronto se convirtió en una de las revistas literarias más influyentes de Estados Unidos. En 1850, el movimiento había tenido un éxito general. Los autores involucrados en el desarrollo de una literatura estadounidense continuarían dándole forma durante "los próximos 100 años".  